# Dewey: Um Gato entre Livros
Dewey: Um Gato entre Livros (em inglês: Dewey, The Small-Town Library Cat Who Touched the World) é um livro da escritora norte-americana Vicki Myron, com a colaboração de Bret Witter, lançado em 2008, que trata da história real de um gato encontrado na biblioteca da cidade de Spencer, Iowa, contada pela diretora da biblioteca. Site oficial do Dewey: http://www.deweyreadmorebooks.com/. 